# Lista di pigmenti inorganici
Lista di pigmenti inorganici naturali e sintetici, per colore.

## Pigmenti azzurri e blu
- Azzurrite
- Blu egiziano
- Blu di smalto
- Blu di Prussia
- Blu oltremare
- YInMn Blue

## Pigmenti verdi
- Crisocolla
- Malachite
- Terra verde
- Triossido di dicromo
- Verderame
- Verde Veronese
- Verditer

## Pigmenti rossi e viola
- Ametista
- Bolo armeno
- Minio
- Ocra rossa
- Realgar
- Rosso di cadmio
- Rosso pompeiano
- Vermiglione

## Pigmenti gialli
- Giallo cromo
- Giallo di cadmio
- Giallo di Napoli
- Giallo di piombo-stagno
- Litargirio
- Orpimento

## Pigmenti marroni e bruni
- Bruno Van Dyck
- Terra d'ombra
- Terra di Cassel
- Terra di Siena

## Pigmenti neri
- Nero animale
- Nero di carbone
- Nero di corna di cervo
- Nero d'avorio

## Pigmenti bianchi
- Biacca
- Bianco di corna di cervo
- Bianco d'ossa e marmo
- Bianco d'uovo (pigmento)
- Biossido di titanio
- Carbonato di calcio
- Carbonato di piombo
- Idrossido di calcio
- Ossido di zinco
- Pn